# Polany Puszczy Bolimowskiej
Polany Puszczy Bolimowskiej (kod PLH100028) – specjalny obszar ochrony siedlisk sieci Natura 2000, zlokalizowany na terenie województwa łódzkiego. Obszar obejmuje powierzchnię 134,10 ha. 
Teren składający się z pięciu powiązanych ze sobą enklaw wyznaczony został w celu długotrwałego zabezpieczenia naturalnych siedlisk, populacji zagrożonych wymarciem gatunków roślin (starodub łąkowy test)) oraz populacji zagrożonych wymarciem gatunków zwierząt (z wyłączeniem ptaków) takich jak: modraszek nausitous Maculinea (Phengaris) nausithous oraz modraszek telejus Maculinea (Phengaris) teleius.

## Siedliska pod ochroną
- zmiennowilgotne łąki trzęślicowe (Molinion)
- ziołorośla górskie (Adenostylion alliariae) i ziołorośla nadrzeczne (Convolvuletalia sepium),
- niżowe i górskie świeże łąki użytkowane ekstensywnie (Arrhenatherion elatioris-Ulmetum)